# Maredudd ap Gruffydd
Maredudd ap Gruffydd (* 1130/1131; † 1155) war ein Fürst von Deheubarth aus der Dinefwr-Dynastie.
Er war der älteste Sohn von Gruffydd ap Rhys und dessen Frau Gwenllian, einer Tochter von Gruffydd ap Cynan von Gwynedd. Er war sechs Jahre alt, als sein Vater 1137 starb. Im Alter von 16 Jahren unterstützte er seinen älteren Halbbruder Cadell im Kampf gegen die Anglonormannen im südlichen Ceredigion und bei der Verteidigung der jüngst eroberten Burg von Carmarthen. Im selben Jahr eroberten sie noch Llansteffan Castle. 1151 trieb er eine walisische Streitmacht aus dem benachbarten Gwynedd zurück hinter den Dovey, und im selben Jahr übernahm er nach der schweren Verwundung von Cadell die Herrschaft über Deheubarth. Er galt trotz seiner Jugend als geachteter Herrscher und bewunderter Krieger, doch er starb bereits vier Jahre später. Sein Nachfolger war sein jüngerer Bruder Rhys ap Gruffydd.